# Хоубоукън
Вижте пояснителната страница за други значения на Хоубоукън.
Хоубоукън (на английски: Hoboken, звуков файл и буквени символи за произношението ) е град в окръг Хъдсън, Ню Джърси, Съединени американски щати. Разположен е на десния бряг на река Хъдсън, срещу Манхатън, Ню Йорк. Населението му е около 39 000 души (2000 г.).
Традиционно се приема, че в Хоубоукън е игран първият официален бейзболен мач в историята, когато на 19 юни 1846 година Ню Йорк Найн побеждават Ню Йорк Никърбокърс с 23 – 1 в четири ининга.

## Личности
Родени
- Алфред Кинси (1894 – 1956), биолог
- Хауърд Айкен (1900 – 1973), компютърен пионер
- Франк Синатра (1915 – 1998), певец, актьор
- Джо Пантолиано (р. 1951), актьор
- Майкъл Ченг (р. 1972), тенисист